# Hatiora pentaptera
Hatiora pentaptera és una espècie botànica del gènere Hatiora que pertany a la família de les cactàcies. És endèmica del Brasil.

## Descripció
Hatiora pentaptera és una planta epífita amb llargues cadenes de tiges de color verd intens que pengen sobre l'olla o sender d'una cistella penjant. Creix fins a uns 20 centímetres. Té petites flors blanques en les tiges.

## Distribució i hàbitat
Aquesta espècie és endèmica del Brasil i originàriament creixia com epífita en el bosc humit de terres baixes, però la zona que avui és del tot un entorn urbà. Aquesta espècie creix en els arbres que pot ser restes de l'antic bosc, però l'espècie no poden considerar-se estar creixent en un estat veritablement salvatge. Actualment l'espècie només se sap que creixen en els jardins privats dins d'una àrea petita a la ciutat de Rio de Janeiro, a menys de 100 msnm. Pel que se sap és probable que encara disminueixi la seva presència a causa dels impactes en curs d'urbanització i la zona es pot considerar un sol lloc (l'extensió de la presència i l'àrea d'ocupació són el mateix, poc més de dos quilòmetres quadrats).

## Amenaces i accions de conservació
La urbanització hauria destruït tot l'hàbitat natural i la seguretat futura de les plantes restants depèn totalment dels amos de la propietat i si són o no mantenir els arbres en les seves propietats. A mesura que la demanda d'habitatge augmenta, és probable que molts d'aquests arbres s'eliminin o si es moren és poc probable que els reemplacin, de manera que les espècies podrien ser completament extingides a la natura en un futur no gaire llunyà.
La futura supervivència d'aquesta espècie en jardins depèn totalment de l'actitud dels propietaris de les parcel·les.

## Taxonomia
Hatiora rosea va ser descrita en la primera descripció (1912) com a Rhipsalis rosea per Nils Gustaf Lagerheim. Wilhelm Barthlott va posar el 1987 en el gènere Hatiora.
Etimologia
Hatiora: nom genèric atorgat en honor del matemàtic, astrònom i explorador anglès Thomas Harriot (1560-1621), en forma d'un anagrama del seu nom.
pentaptera epítet que ve del grec, significa "cinc ales" i es refereix a les seves tiges que té cinc vores.